# Amy Beach
Amy Beach (születési nevén Amy Marcy Cheney Beach) (Henniker, New Hampshire, 1867. szeptember 5. – New York, 1944. december 27.) amerikai zeneszerzőnő.

## Élete és művei
Amerikában képezték zongoristává, és az 1880-as években kezdett el komponálni. Gaelic szimfónia című műve az első amerikai szimfónia, amit nő alkotott. Mintegy 150 művet készített, elsősorban Robert Schumann és Johannes Brahms hatása alatt. Zongoraversenyével bejárta egész Európát, de jelentős műve egy opera is. Dallamos partitúráit általános megbecsülés fogadta, és napjainkban is értékes alkotásoknak minősítik őket a kritikusok.

## Hangfelvételek
- Gaelic symphony – Youtube.com, Közzététel: 2014. jan. 21.
- Romance for violin and piano – Youtube.com, Közzététel: 2017. febr. 27.
- Theme & Variations for flute & string quartet – Youtube.com, Közzététel: 2018. jan. 25.
- Variations on Balkan Themes – Youtube.com, Közzététel: 2017. júl. 21.
- Prelude and Fugue – Youtube.com, Közzététel: 2017. júl. 7.

## Kották
- Amy Beach. International Music Score Library Project. (Hozzáférés: 2019. november 16.)